# Jess Conrad
Pour les articles homonymes, voir Conrad.
Jess Conrad, né Gerald Arthur James le 24 février 1936 à Brixton en Londres, est un acteur et chanteur britannique. 

## Biographie
Il a surtout été populaire à la fin des années 50 et au début des années 60 avec des chansons comme Cherry Pie, This Pullover, Mystery Girl et Pretty Jenny. Il est aussi apparu dans des films comme Serious Charge, The Boys, Rag Doll, Kill 1 ou Konga.
Il est marié depuis à Renee.

## Filmographie
- 1959 : Teddy Boys (Serious Charge) de Terence Young
- 1960 : Too Young to Love de Muriel Box
- 1961 : Dixon of Dock Green (série TV) (1 épisode) : Mike Jarrod
- 1961 : Konga de John Lemont (en) : Brian Kenton
- 1964 : The Golden Head : Michael Stevenson
- 1965 : Les Aventures amoureuses de Moll Flanders de Terence Young : le premier Mohock
- 1967 : Jugement à Prague (Hell is empty) de John Ainsworth et Bernard Knowles
- 1972 : Cool c'est Carol! de Pete Walker : Jonathan
- 1972 : Le Rideau de la mort : le jeune acteur